# Białko rusztowania
Białko rusztowania (ang. scaffold protein) – białko kluczowe dla funkcjonowania określonej ścieżki sygnałowej w komórce, stanowiące miejsce tworzenia się kompleksu z wielu składników danej ścieżki.
Związanie składników ścieżki sygnałowej w kompleks umożliwia ich ścisłe oddziaływanie ze sobą i powstanie odpowiednio silnego sygnału, będącego skutkiem działania danej ścieżki. Ponadto białko rusztowania poprzez wiązanie składników ścieżki sygnałowej chroni je również przed inaktywacją lub degradacją. Białka rusztowania często zawierają domeny pozbawione stałej struktury trzeciorzędowej, co umożliwia im oddziaływanie z różnymi partnerami białkowymi.
Dobrze zbadanym białkiem rusztowania jest białko KSR, które wiąże kinazy MAPK umożliwiając ich kaskadowe działanie.